# Espagnol vénézuélien
L'espagnol vénézuélien ou castillan vénézuélien (espagnol : español venezolano  ou castellano venezolano) est la variante de l'espagnol employée au Venezuela. En général, la plupart des dialectes vénézuéliens sont des variétés caribéennes de l'espagnol. En raison de l'ambiguïté du terme « dialecte », ces variétés ne sont pas officiellement classées comme telles au niveau académique, malgré des différences importantes, notamment le voseo et l'ustedeo.
L'article 9 de la Constitution précisant que « la langue officielle est le castillan », il existe une préférence marquée pour l'utilisation de ce terme, bien que le terme « espagnol » ne soit pas rejeté.

## Lexique et expressions

### Influence indigène
L'espagnol vénézuélien, comme celui du reste de l'Amérique latine et l'espagnol en général, a emprunté de nombreux mots aux langues indigènes. En voici quelques exemples :
- Arepa (des Caraïbes).
- Ahuyama (Arawak).
- Budare (des Caraïbes).
- Casabe (pain de manioc) et conuco (verger) des Taino[2]
- Chinchorro (du Chaima).
- Ocumo (des Arawak).
- Onoto (de anoto, un mot tamanaco).
- Totuma ou tutuma (du Chaima)[3].

### Expressions vénézuéliennes
Une autre particularité de l'espagnol vénézuélien est l'utilisation d'expressions hypocoristiques, par exemple : Pancho, Fran, Chico pour quelqu'un qui s'appelle Francisco. Chucho, Chuo, Chu, Chuy pour quelqu'un qui s'appelle Jesús ainsi que Cheo, Che, Sé pour quelqu'un qui s'appelle José. De la même manière, ils peuvent être combinés pour les personnes portant un deuxième prénom, par exemple Sema ou Chema pour José Manuel, Mafer, Marifer ou Mariafer pour María Fernanda, Juanca pour Juan Carlos, Mariale pour María Alejandra, Juanpa pour Juan Pablo , Luisfer pour Luis Fernando, Majo pour María José, Marialex pour María Alexandra, etc. Il convient de noter que, dans certains cas, l'usage n'est pas lié au prénom.